# Pekka Sarmanto

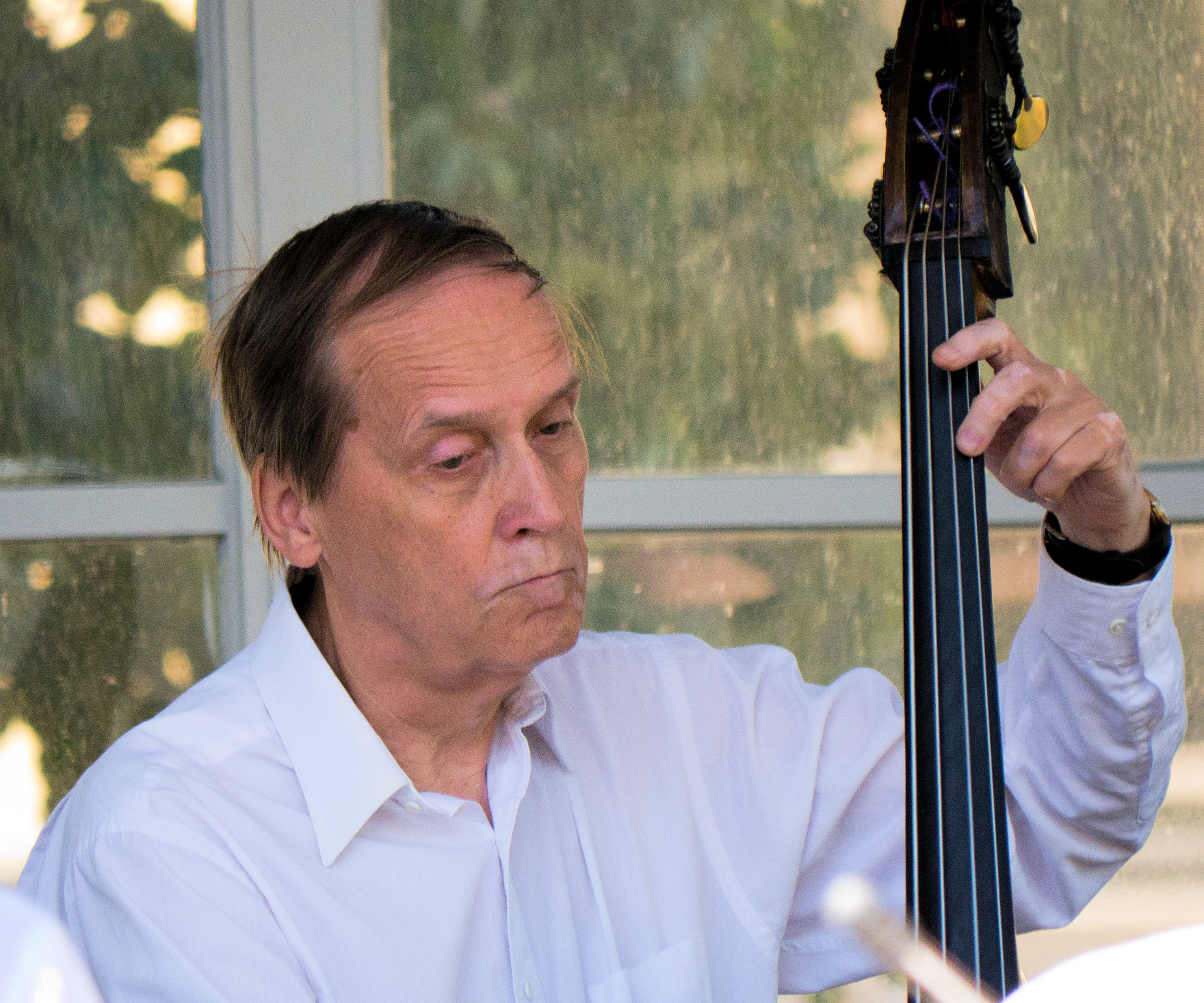
Pekka Sarmanto

Pekka Eerik Juhani Sarmanto (Helsinki, 15 februari 1945) is een Fins contrabassist. Hij is de broer van de veel bekendere componist en toetsenist Heikki Sarmanto.
Hoewel hij een jongere broer van de componist is, kreeg hij eerder muzieklessen aan de Sibeliusacademie (1958-1964). Hij speelde toen nog viool. Pas toen hij van de academie verdween, ging hij basgitaar spelen. Hij speelde in allerlei danscombo's en kwam mede daardoor in het jazzcircuit in Finland terecht, onder meer bij Eero Koivistoinen en Esa Pethman. Hij speelde vanaf 1967 is de huisband van de jazzclub Down Beat Club, waar hij optrad met Ben Webster en Dexter Gordon. In 1975 richtte hij UMO (Uuden Musiikin Orkestrin / Nieuwe Muziek Orkest) op en begeleidde daarmee bekende jazzmusici die Finland aandeden. Zodoende speelde hij mee met  Charles Mingus (ook buiten Finland in Belgrado), Gil Evans, Dizzy Gillespie, Edward Vesala en Sonny Rollins.
Zijn naam wordt vermeld op het muziekalbum To a Finland Station (1982) van Gillespie en Arturo Sandoval. In 1996 richtte hij het Pekka Sarmanto Trio op. Er verschenen voor zover bekend geen albums onder zijn naam, uiteraard speelde hij op sommige albums van zijn broer en de UMO Jazzband mee.

## Discografie
- 1982: Song for My Brother (samen met Heikki Sarmanto)
- 45 albums van anderen